# Orleans County (Vermont)
Orleans County is een van de 14 county's in de Amerikaanse staat Vermont.
De county heeft een landoppervlakte van 1.807 km² en telt 26.277 inwoners (volkstelling 2000). De hoofdplaats is Newport. Samen met Essex County en Caledonia County vormt deze county het zogenaamde Northeast Kingdom. Het bestaat voor ongeveer 80% uit bos.

## Bevolkingsontwikkeling

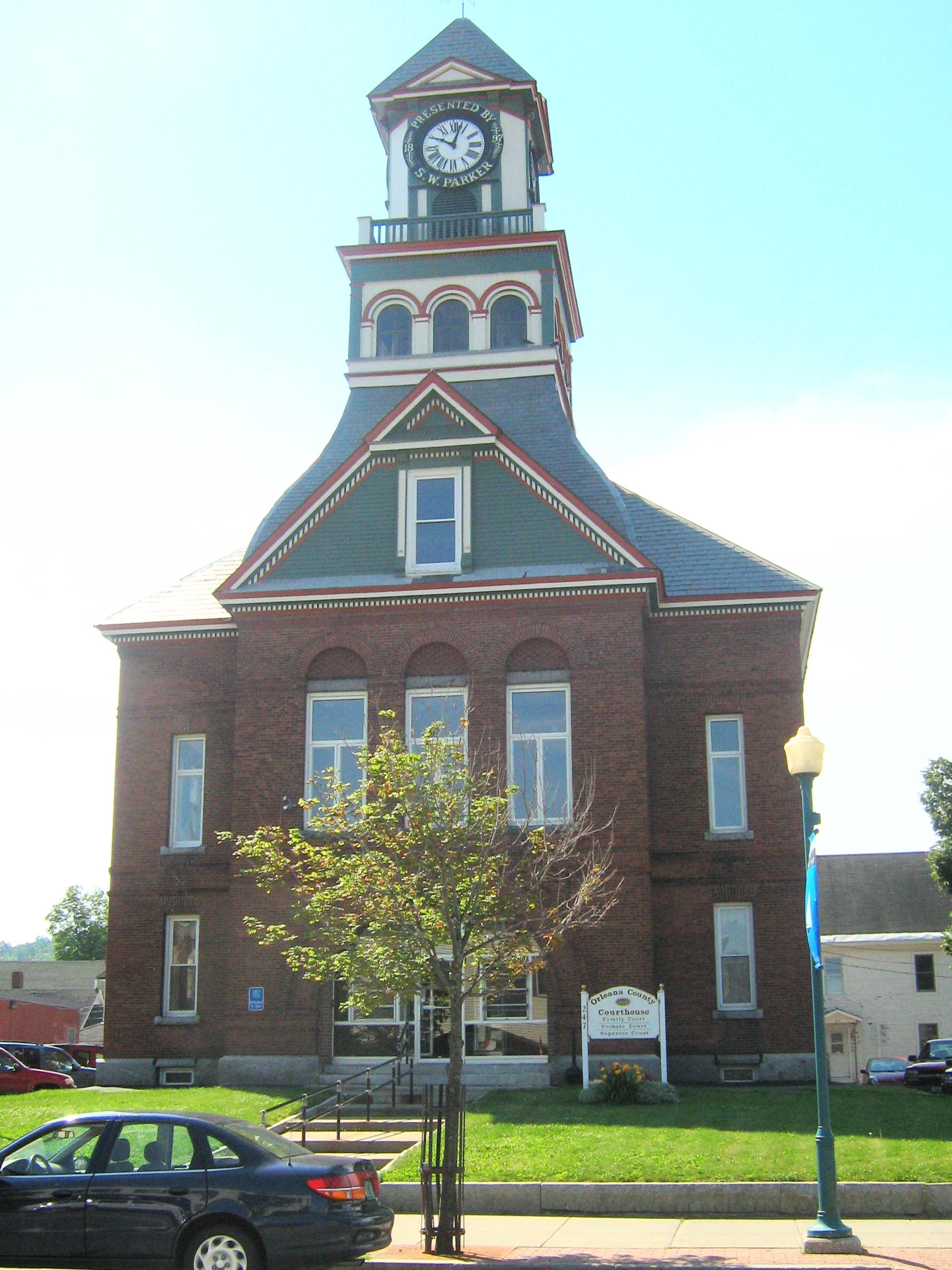
Orleans County Courthouse en gevangenis

Addison · Bennington · Caledonia · Chittenden · Essex · Franklin · Grand Isle · Lamoille · Orange · Orleans · Rutland · Washington · Windham · Windsor